# Saint-Michel-du-Squatec
Saint-Michel-du-Squatec es un municipio canadiense situado en la provincia de Quebec.

## Superficie
Saint-Michel-du-Squatec tiene una superficie de 361,23 km².

## Demografía
En 2021, tenía 1076 habitantes, una densidad poblacional de 3 hab./km², y 576 viviendas.